# Hemilamprops uniplicatus
Hemilamprops uniplicatus är en kräftdjursart som först beskrevs av Georg Ossian Sars 1872.  Hemilamprops uniplicatus ingår i släktet Hemilamprops och familjen Lampropidae. Inga underarter finns listade i Catalogue of Life.

## Bildgalleri

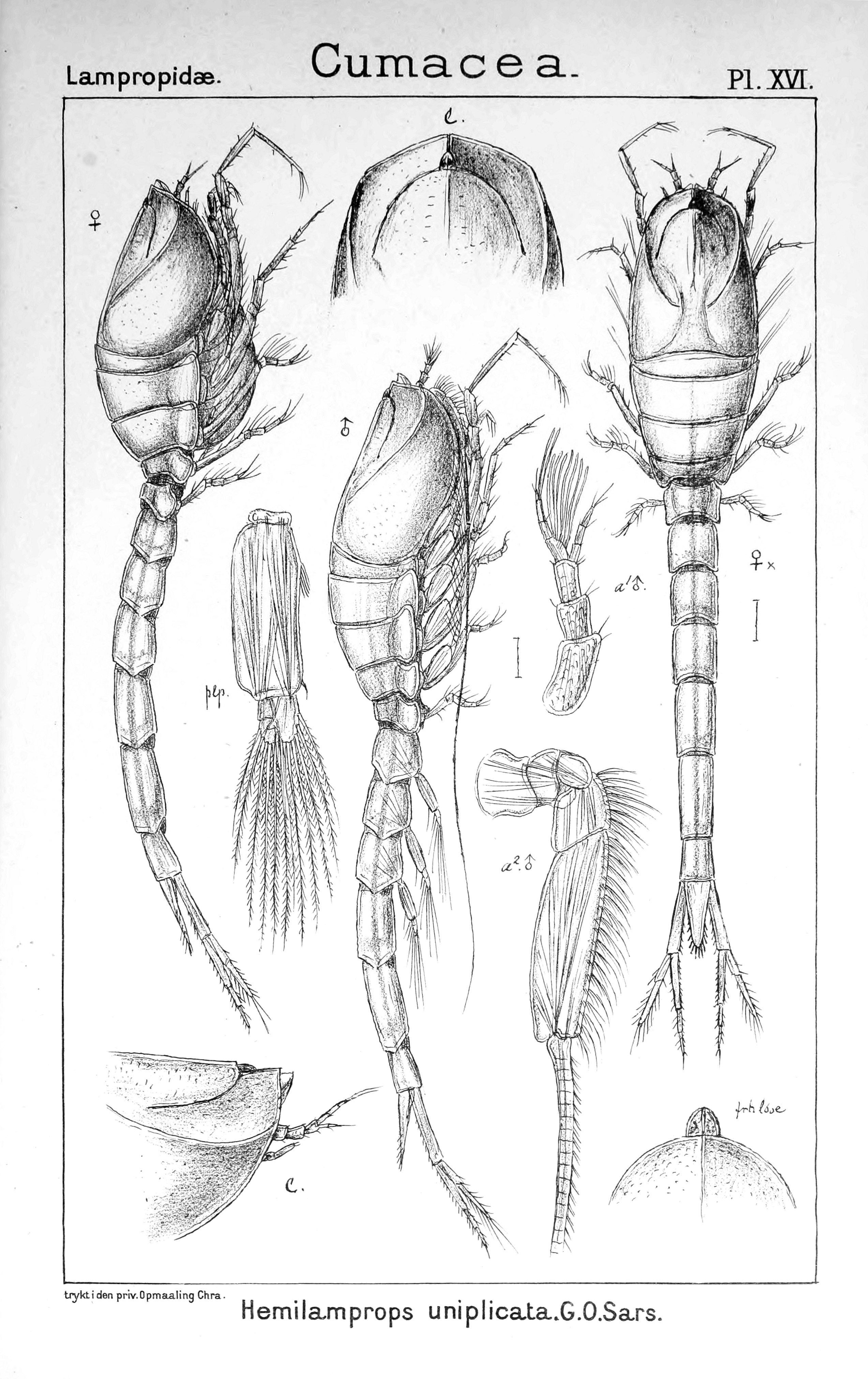
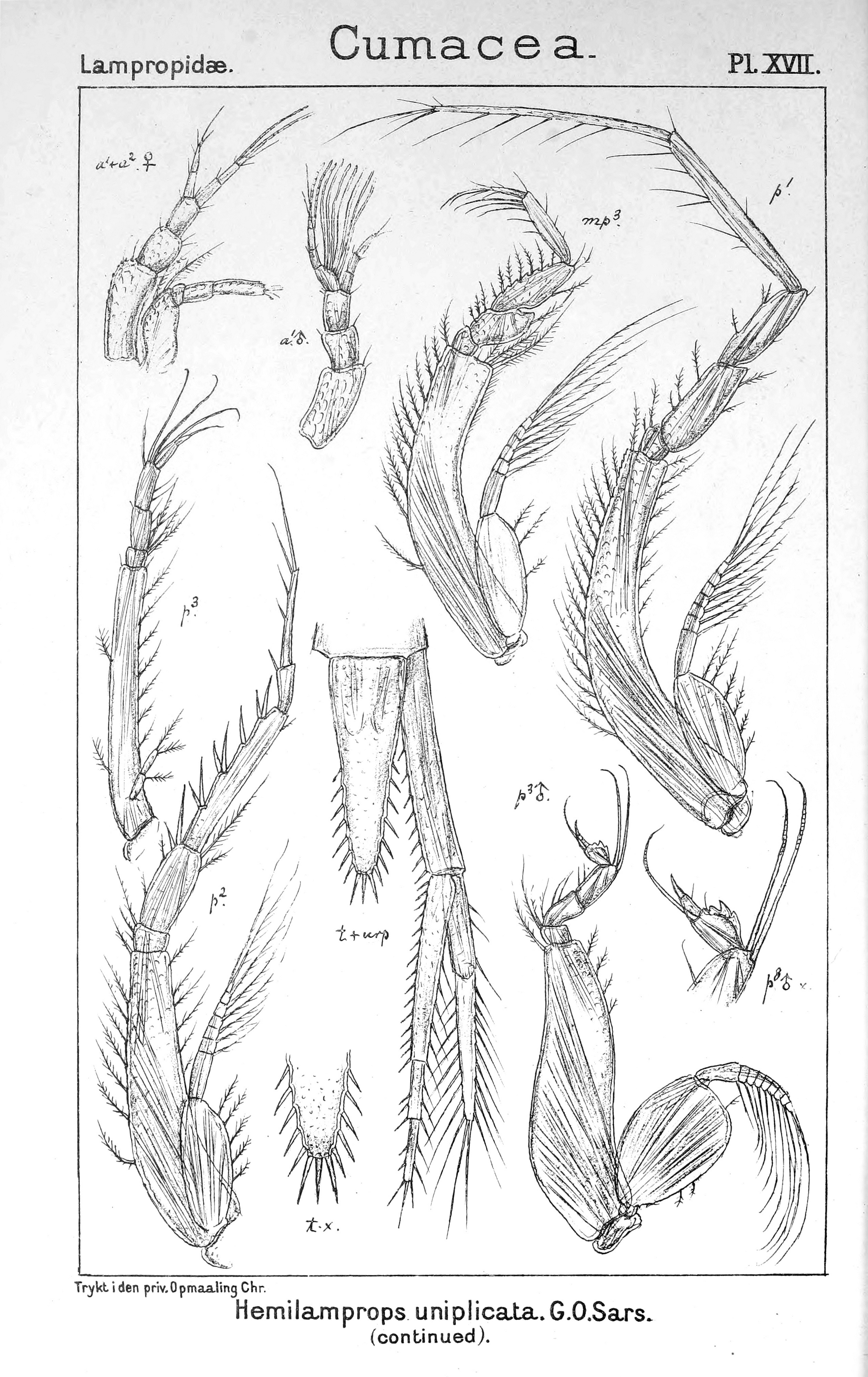